# Kristjan Palusalu
Kristjan Palusalu, 1935-ig Kristjan Trossmann (Matsi, 1908. március 10. – Tallinn, 1987. július 17.) olimpiai és Európa-bajnok észt birkózó, edző.

## Pályafutása
Fiatalon szertornában, súlyemelésben és atlétikában vett részt, és csak 1929-ben kezdett birkózni, amikor már 21 éves volt, és az észt haditengerészetnél szolgált. Nehézsúlyban versenyzett. Első észt bajnoki érmét 1930-ban szerezte szabadfogásban, amikor harmadik helyezést ért el. 1931-ben nyerte első szabadfogású, 1932-ben pedig az első kötöttfogású bajnoki címét. Észtország a nagy gazdasági világválság miatt nem küldött olimpiai csapatot az 1932-es Los Angeles-i olimpiára, így az 1933-as kötöttfogású Európa-bajnokságon debütált Helsinkiben nemzetközi versenyen, ahol nehézsúlyban a negyedik lett.
Az 1936-os berlini olimpián mindkét fogásnemben aranyérmet nyert. Az 1937-es kötöttfogású Európa-bajnokságon Párizsban is az első helyen végzett. 1938 elején súlyos vállsérülése miatt vissza kellett vonulnia a versenyzéstől. 12 észt bajnoki címet szerzett. 1936-ban pedig az év észt sportolójának választották.

## Visszavonulása után
1933 és 1940 között börtönőrként dolgozott a tallinni központi börtönben. 1940-ben, amikor a Szovjetunió annektálta Észtországot, egy kotlaszi munkatáborba küldték az Arhangelszki területre. 1941-ben néhány társával sikerült megszöknie, de elfogták és halálra ítélték. Ezen csak azért változtattak, hogy a frontra küldjék a Karéliai földszorosra a finnek ellen. Dezertált a finn oldalra, Észak-Karéliában, ahol Heikki Savolainen, a finn hadsereg alezredese – korábbi szertornász – felismerte őt. Bebörtönözték, de visszatérhetett szülőföldjére, amely akkoriban német megszállás alatt állt. A szovjet hadsereg 1945-ös visszatérése után ismét letartóztatták és egy szibériai fogolytáborba került, ahonnan két év után szabadult, majd visszatért Észtországba, ahol nyugdíjba vonulásáig építőipari munkásként dolgozott. Az 1960-as évektől edzőként és játékvezetőként is dolgozhatott.

## Sikerei, díjai
- az év észt sportolója (1936)
- Olimpiai játékok – 120 kg
  - aranyérmes (2): 1936, Berlin (kötöttfogás és szabadfogás)
- Európa-bajnokság – kötöttfogás, 120 kg
  - aranyérmes: 1937
- Észt bajnokság – birkózás, nehézsúly
  - kötöttfogás
    - bajnok (7): 1932, 1933, 1934, 1935, 1936, 1937, 1938

  - szabadfogás
    - bajnok (5): 1931, 1932, 1933, 1935, 1936
    - 3.: 1930

## Fordítás
Ez a szócikk részben vagy egészben  a   Kristjan Palusalu című angol Wikipédia-szócikk ezen változatának fordításán alapul.  Az eredeti cikk szerkesztőit annak laptörténete sorolja fel. Ez a jelzés csupán a megfogalmazás eredetét és a szerzői jogokat jelzi, nem szolgál a cikkben szereplő információk forrásmegjelöléseként.